# 기원전 2년

## 연호
- 전한(前漢) 원수(元壽) 원년

## 기년
- 전한(前漢) 애제(哀帝) 5년
- 신라(新羅) 혁거세 거서간(赫居世居西干) 56년
- 고구려(高句麗) 유리명왕(瑠璃明王) 18년
- 백제(百濟) 온조왕(溫祚王) 17년

## 자연
- 정월 초하루 신축에 일식이 있었다.[1]

## 참고 문헌
- 김부식 (1145). 〈권제1 혁거세 거서간 條〉. 《삼국사기》.